# Ruisseau aux Vases
Pour les articles homonymes, voir Escoumins.
Le ruisseau aux Vases est un cours d'eau situé sur la Côte-Nord au Québec. Il est situé sur le territoire de la municipalité de Longue-Rive où il se jette dans le fleuve Saint-Laurent. Le bassin versant du ruisseau aux Vases est occupé par la zec D'Iberville sur 40 % de son territoire.

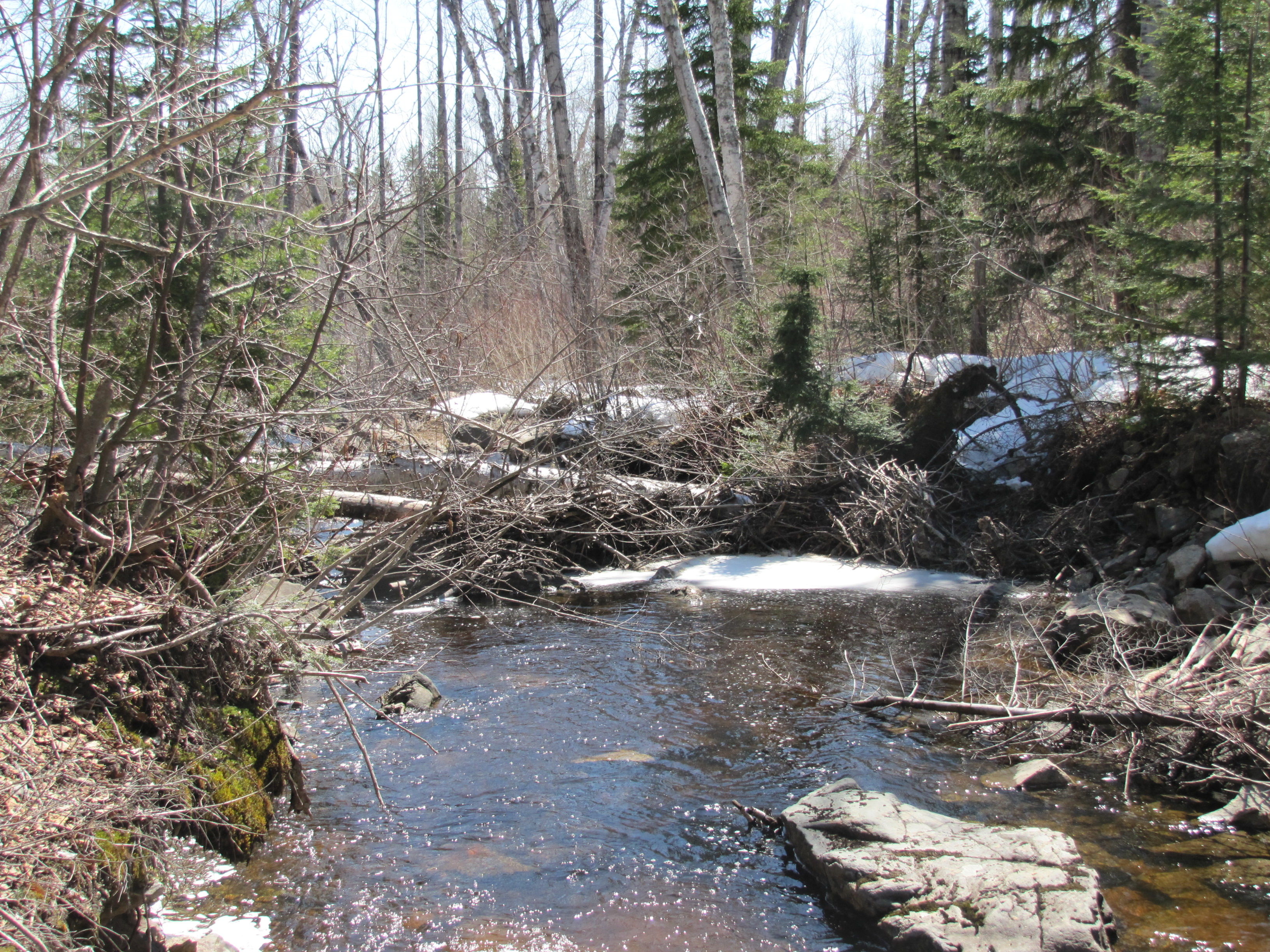
Ruisseau aux Vases
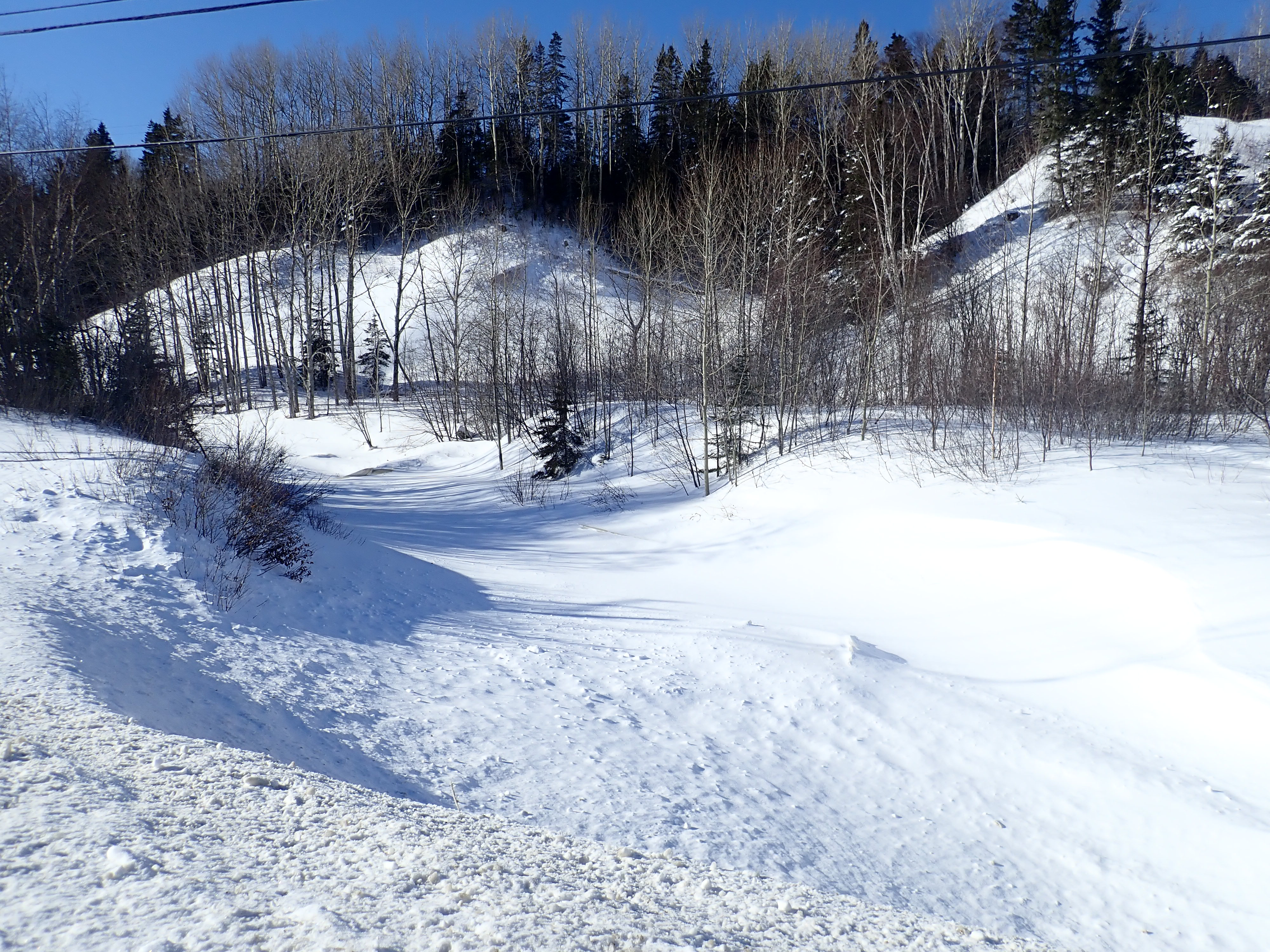
Ruisseau aux Vases en hiver
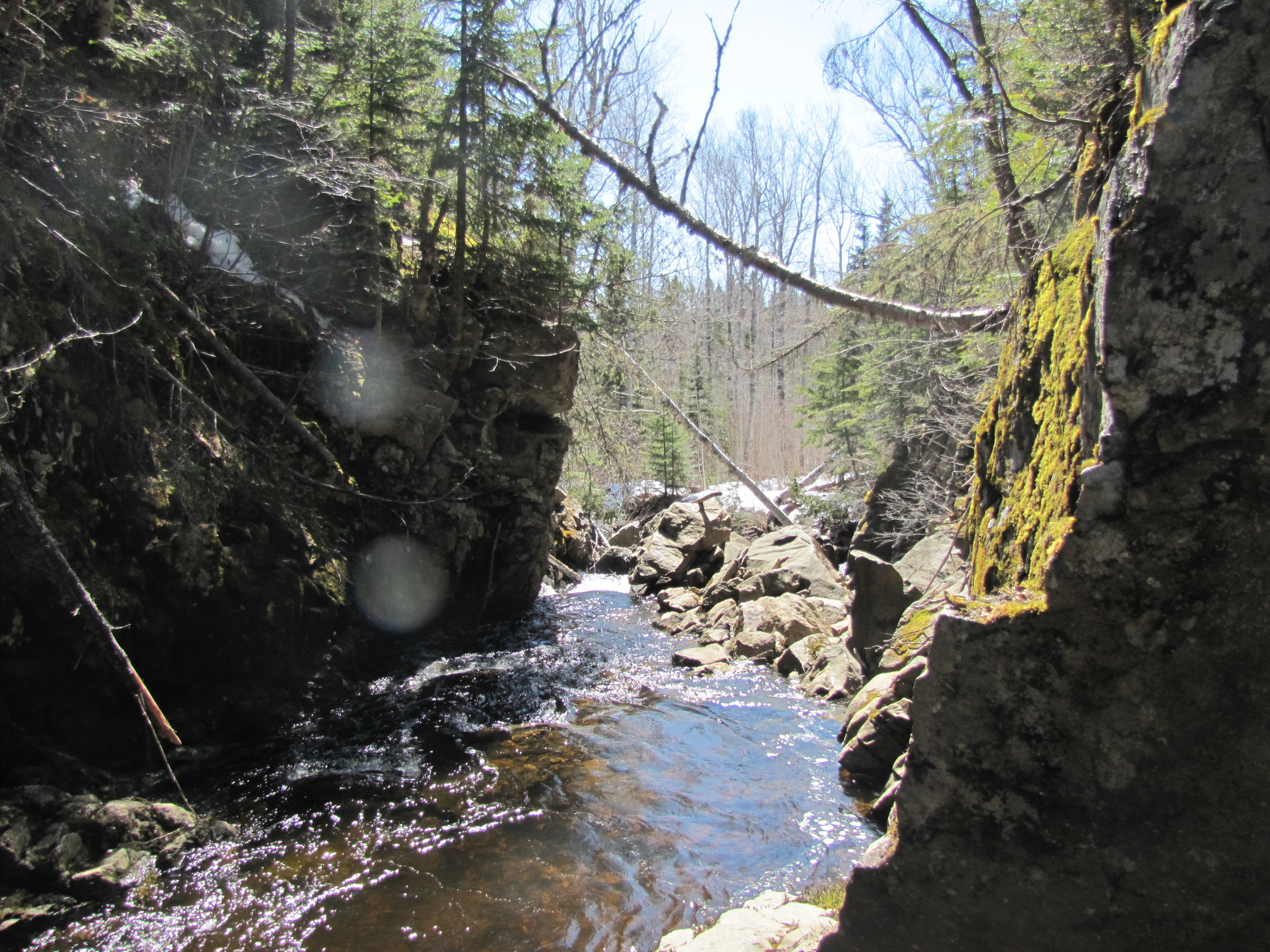
Ruisseau aux Vases